# Ritratto di Rupert del Reno
Ritratto di Rupert del Reno è un dipinto di Antoon van Dyck.
Il ritratto rappresenta Rupert, principe Palatino, noto in Inghilterra come Rupert del Reno. Rupert era figlio di Federico V, il re d'inverno, noto perché fu re di Boemia per poche settimane. Durante la Guerra dei Trent'anni Federico V era stato sconfitto dalla lega cattolica imperiale e costretto ad andare in esilio con la famiglia a L'Aia dove venne accolto da Maurizio d'Orange. La madre di Rupert era Elisabetta Stuart, figlia del re d'Inghilterra Giacomo I e sorella di Carlo I.
Questo ritratto fu commissionato a van Dyck da Federico V durante il suo esilio a L'Aia, assieme a quello del fratello di Rupert, Carlo Luigi. Rupert è raffigurato a figura intera, appoggiato ad una colonna da cui scende un drappo verde simbolo della regalità del giovane (Ritratto di Carlo I con M. de Saint-Antonie suo maestro di equitazione). L'abito nero del principe mette in risalto la collana d'oro e l'elsa della spada che ha al fianco. Il volto del principe appare rilassato, anche se gli occhi tradiscono una nota di malinconia o rassegnazione. Ai piedi di Rupert van Dyck ha ritratto un cane, simbolo della lealtà e della fedeltà, oltre che compagno inseparabile dei nobili dell'epoca (Ritratto di James Stuart, duca di Lennox e Richmond). Sulla destra un paesaggio boscoso oscurato da un cielo nuvoloso rappresenta probabilmente i trascorsi turbolenti della famiglia del giovane.
Oggi il soggetto del ritratto è identificato con Filippo Francesco d'Este, Marchese di Lanzo (1621-1653), figlio di Sigismondo d'Este.

## Confronti

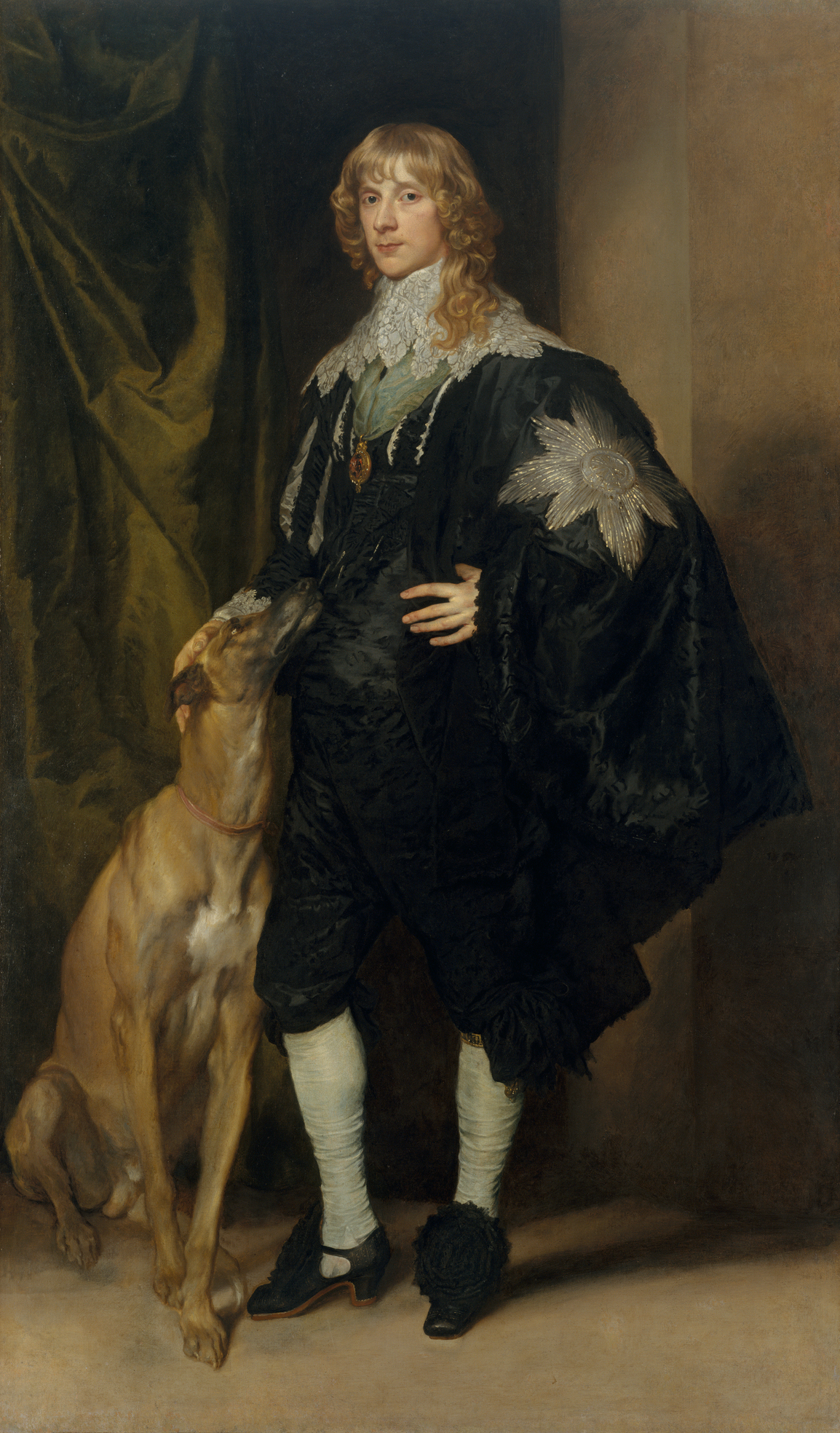
Ritratto di James Stewart, I duca di Richmond, dove figura un cane
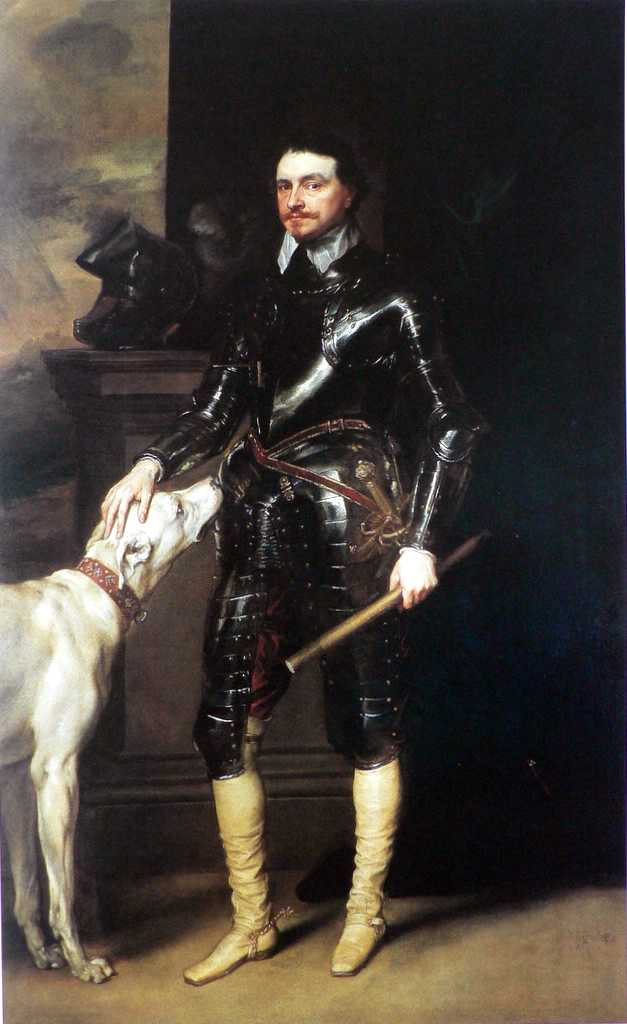
Ritratto di Thomas Wentworth, I conte di Strafford, dove figura un cane
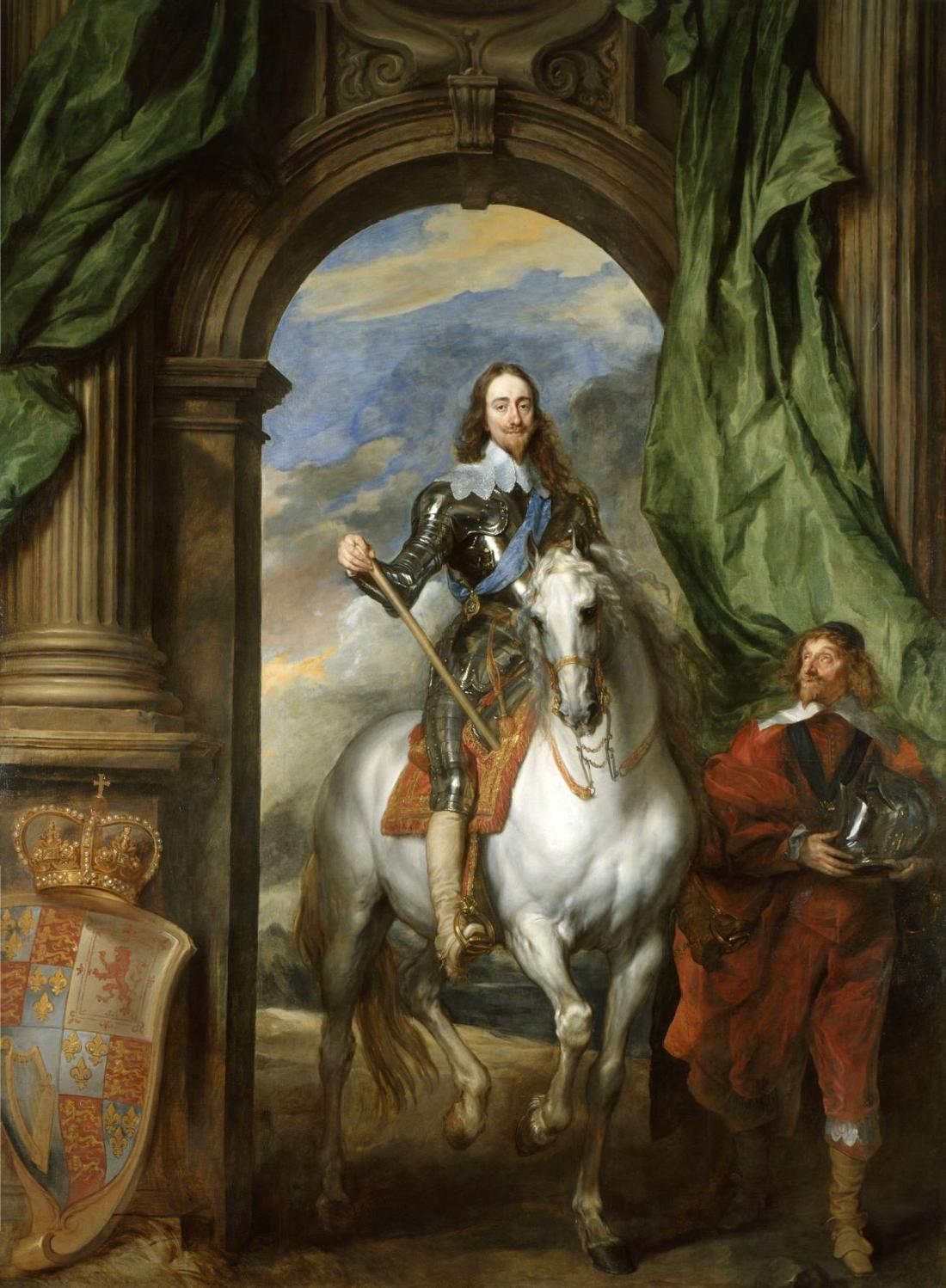
Ritratto di Carlo I con M. de Saint-Antonie suo maestro di equitazione, dove si nota un drappo verde
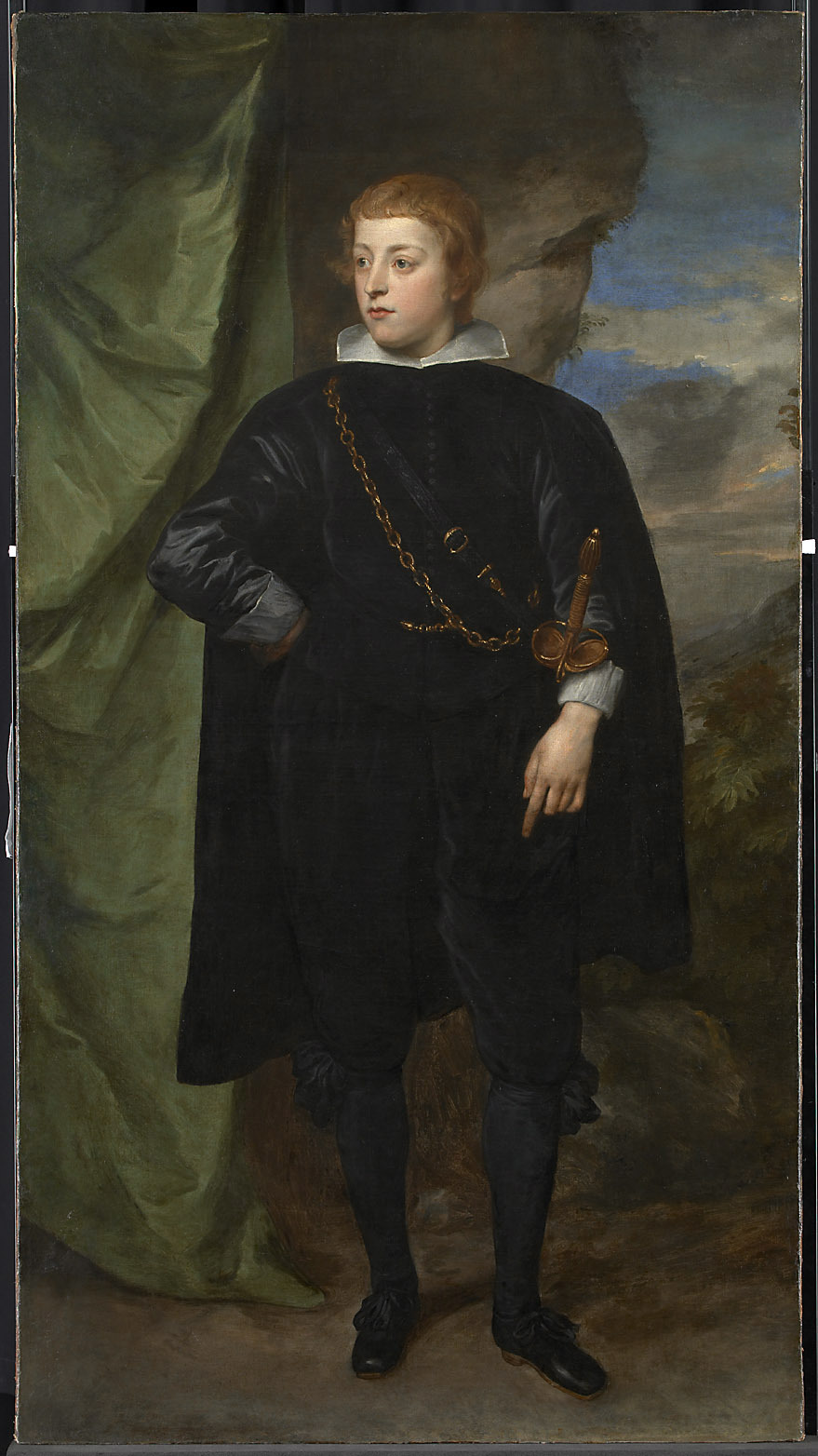
Ritratto di Carlo Luigi, pendant del ritratto di Rupert

## Altri ritratti

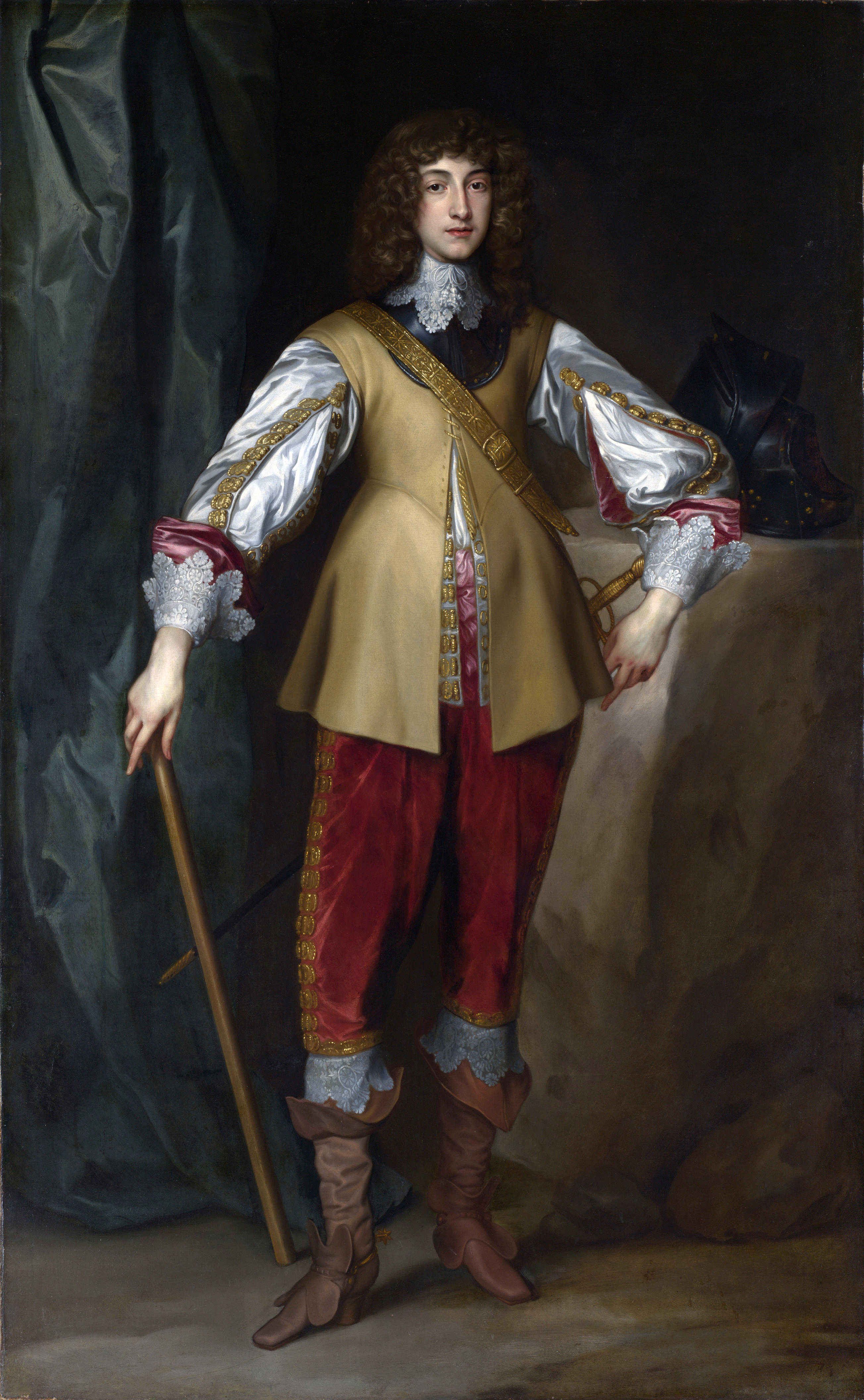
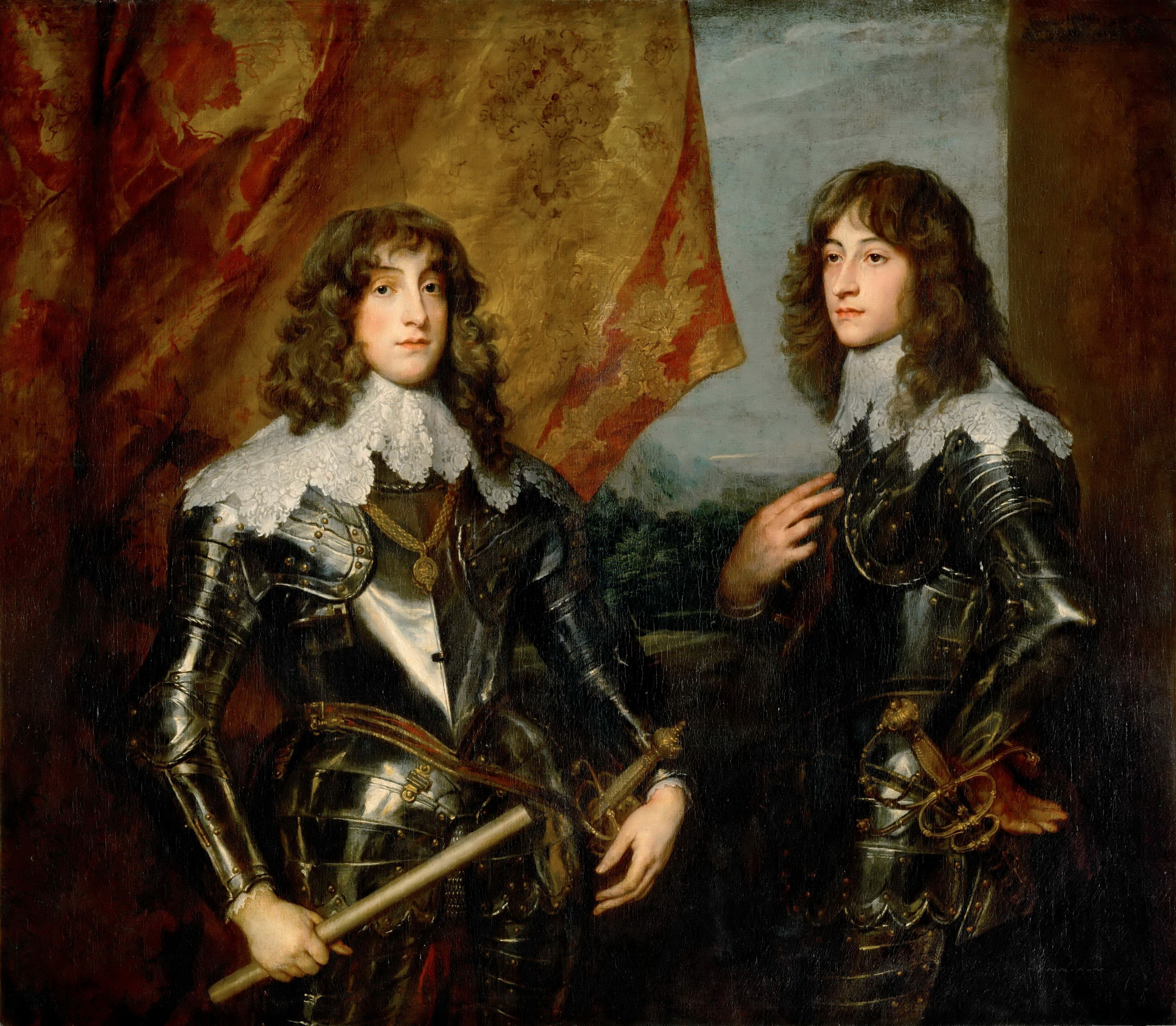